# Lucie Chevalley-Sabatier
Pour les articles homonymes, voir Chevalley.
Lucie Chevalley-Sabatier, née le 21 juillet 1882 au Petit-Quevilly et morte le 1er octobre 1979 dans le 14e arrondissement de Paris, est une militante sociale protestante et féministe française. Elle est déclarée Juste parmi les nations en 1993 pour son engagement en faveur des Juifs durant la Seconde Guerre mondiale.

## Biographie
Lucie Chevalley-Sabatier est la troisième enfant du théologien protestant Auguste Sabatier et de Frankline Grout. Elle se marie le 26 juillet 1900 à Paris avec Élie Chevalley, protestant également, juriste et professeur à l’École khédiviale de droit du Caire. Le couple a deux enfants, Jean et Pierre Chevalley. Lucie Chevalley-Sabatier vit et étudie au Caire, au Liban et en Syrie. En 1912, elle obtient un doctorat en droit, avec une thèse soutenue à la faculté de droit de Paris, intitulée La Déclaration du droit des gens de l'abbé Grégoire, 1793-1795, étude sur le droit international public intermédiaire. Mais elle se voit refuser l'inscription à l'agrégation de droit, qui n'est alors pas ouverte aux femmes. En 1919, Lucie Chevalley-Sabatier visite des camps de réfugiés arméniens au Liban, un événement qui fait naître son intérêt pour la cause des migrants.
De retour en France en 1922, elle s'engage au Conseil national des femmes françaises (CNFF), où elle fonde et dirige la section Émigration. En 1924, elle crée avec d’autres femmes le bureau parisien de l’International Migration Service (issu de La Young Women's Christian Association), sous le nom initial de Service international d’aide aux émigrants (SIAE). Celui-ci prend le nom de Service social d'aide aux émigrants (SSAE) en 1929. Des bureaux de l’IMS sont alors créés dans des lieux concernés par les flux migratoires : les grandes villes de transit et les principaux ports. Lucie Chevalley-Sabatier est d'abord vice-présidente du SSAE puis présidente à partir de 1937 (fonction qu'elle assumait déjà officieusement),,.
Pendant la Seconde Guerre mondiale, elle continue à présider le SSAE tout en aidant clandestinement des associations juives, notamment le comité Amelot dirigé par David Rapoport, dont elle aurait détenu une copie du fichier des 900 enfants placés en province. Lucie Chevalley-Sabatier transporte clandestinement de l'argent pour ces associations, qu'elle cache dans des pelotes de laine lors du passage de la ligne de démarcation entre la zone libre et la zone occupée.
En 1941, elle cofonde avec d'autres femmes, dont plusieurs issues du CNFF, l'Entraide temporaire, dont elle est la présidente. Cette association clandestine vise à sauver des Juifs, adultes comme enfants. Certains de ses membres travaillent en parallèle au sein de l’Union générale des israélites de France (UGIF), ce qui leur permet de faire sortir clandestinement des enfants des foyers de l’UGIF. Les enfants sont d’abord cachés quelques jours dans un premier lieu d’accueil où ils se voient attribuer de faux papiers, puis ils sont conduits dans des familles ou des centres d’accueil par des « convoyeurs ». Lucie Chevalley-Sabatier aurait elle-même quelquefois assuré cette mission selon sa famille.
En février 1943, l'Entraide temporaire participe à une action clandestine de sauvetage d'enfants juifs avec Suzanne Spaak et La Clairière, centre social protestant dépendant de l'Oratoire du Louvre et dirigé par le pasteur Paul Vergara, son épouse Marcelle Vergara et Marcelle Guillemot.
L'engagement de Lucie Chevalley-Sabatier pour sauver des Juifs, en tant que présidente de l'Entraide temporaire, lui vaut la reconnaissance de Juste parmi les nations, en 1993,. Au total, l'Entraide temporaire aurait organisé le sauvetage d'environ 500 enfants et a accompagné ceux qui n’avaient plus de famille jusqu’en 1959.
Après la guerre, Lucie Chevalley-Sabatier est membre de l'Église réformée du Foyer de l'Âme, à Paris. Elle préside le SSAE jusqu'en 1964 et le Conseil national des femmes françaises de 1964 à 1970. Par ailleurs, elle est l'autrice d'un ouvrage sur les publications posthumes de Gustave Flaubert par sa propre tante par alliance, Caroline Franklin-Grout, qui était la nièce de Flaubert.
Lucie Chevalley-Sabatier meurt à Paris le 1er octobre 1979.

## Distinctions
- 1965 : Nansen Refugee Award
- 1977 : Grand Officier de l'Ordre national de la Légion d'honneur
- 1993 (à titre postume) : médaille de Juste parmi les nations